# Moyale
Moyale és una població fronterera compartida entre els països africans Kenya i Etiòpia. Al país kenyà Moyale està situat a la província de l'est. A la part d'Etiòpia, la més grossa, el 2005 hi havia una població de 25.038 habitants (1994: 10.543 habitants), mentre que a la part kenyana, més petita, hi havia13.944 habitants segons el cens de 1999.